# محرك متماثل الأقطاب

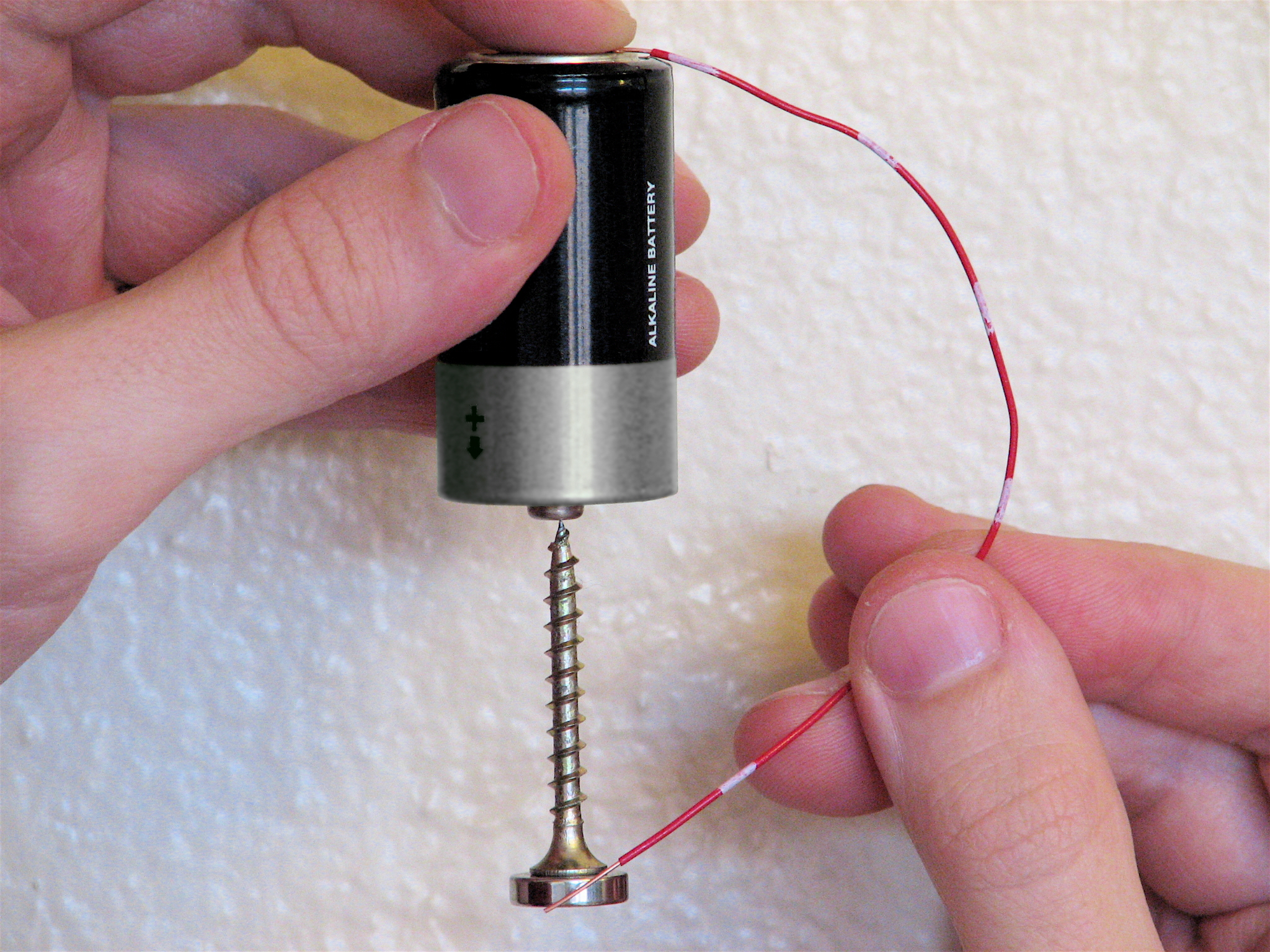
محرك أحادي القطب بسيط DIY مصنوع من مسمار برغي و بطارية ، وسلك ، ومغناطيس قرصي. المغناطيس على رأس المسمار. يتلامس البرغي والمغناطيس مع الجزء السفلي من البطارية ويتم تثبيتهما معًا بواسطة جاذبية المغناطيس. يدور المسمار والمغناطيس ، مع عمل طرف المسمار كمحمل.

المحرك أحادي القطب (بالإنجليزية: homopolar motor) هو محرك كهربائي ذو تيار مباشر بقطبين مغناطيسيين ، و تقوم الموصلات بقطع خطوط أحادية الاتجاه من التدفق المغناطيسي عن طريق تدوير موصل حول محور ثابت بحيث يكون الموصل في زوايا قائمة على مجال مغناطيسي ثابت. كون القوة الناتجة مستمرة في اتجاه واحد ، فإن المحرك أحادي القطب لا يحتاج إلى مبدل ولكنه لا يزال يتطلب حلقات منزلقة . يشير الاسم homopolar إلى أن القطبية الكهربائية للموصل وأقطاب المجال المغناطيسي لا تتغير (أي أنها لا تتطلب تبديلًا).

## التاريخ

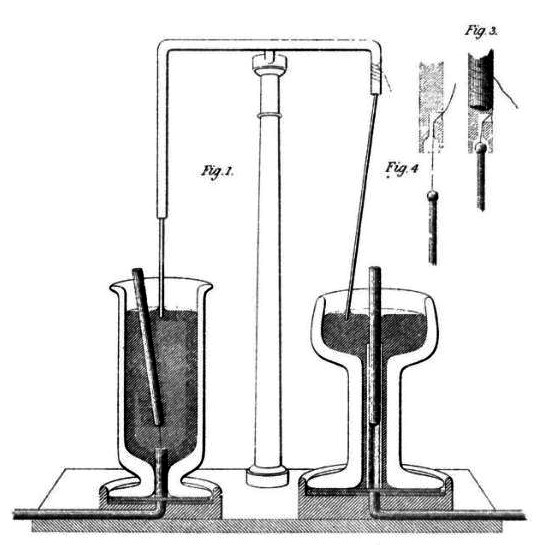
تجربة الدوران الكهرومغناطيسي لفارادي ، كاليفورنيا. 1821

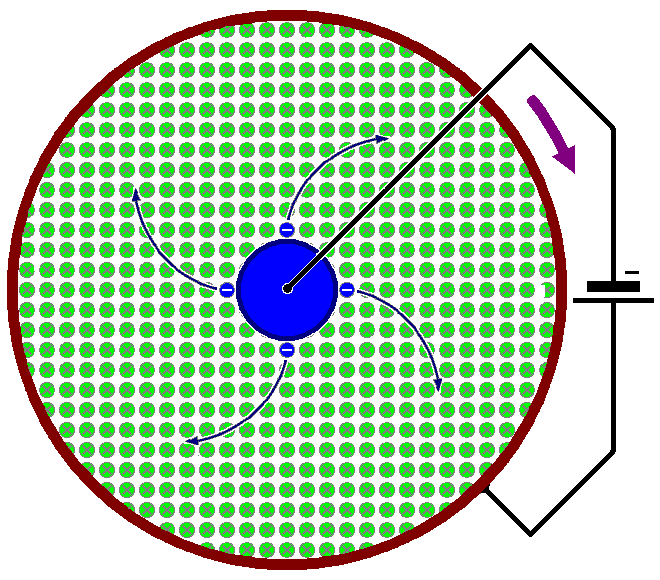
_{L} والتي تجعل القرص بأكمله يدور.

كان المحرك أحادي القطب أول محرك كهربائي يتم تصنيعه. تم عرض تشغيله بواسطة مايكل فاراداي في عام 1821 في المعهد الملكي في لندن.
في عام 1821 ، بعد وقت قصير من اكتشاف الفيزيائي والكيميائي الدنماركي هانز كريستيان أورستد ظاهرة الكهرومغناطيسية ، حاول همفري ديفي والعالم البريطاني ويليام هايد ولاستون تصميم محرك كهربائي ، لكنهم فشلوا. فاراداي ، بعد أن تحدى ديفي على سبيل المزاح[بحاجة لمصدر] ، استمر في بناء جهازين لإنتاج ما أسماه "الدوران الكهرومغناطيسي". أحد هذه المحركات ، المعروف الآن باسم المحرك أحادي القطب ، تسبب في حركة دائرية مستمرة ناتجة عن القوة المغناطيسية الدائرية حول سلك امتد إلى حوض من الزئبق حيث تم وضع مغناطيس فيه. يدور السلك حول المغناطيس إذا تم تزويده بالتيار من بطارية .
شكلت هذه التجارب والاختراعات أساس التكنولوجيا الكهرومغناطيسية الحديثة. ونشر فاراداي النتائج. أدى هذا إلى توتر علاقته مع معلمه " ديفي "، بسبب غيرة معلمه من إنجازات فاراداي ،. وكان ذلك سبب تكليف فاراداي بأنشطة أخرى ، مما منعه بالتالي بالمشاركة في البحث الكهرومغناطيسي لعدة سنوات.
وصف BG Lamme في عام 1913 آلة أحادية القطب بقدرة 2000 كيلوواط ، 260 فولت ، 7700 أمبير ، و 1200 دورة في الدقيقة مع 16 حلقة انزلاقية تعمل بسرعة محيطية تبلغ 67  متر في الثانية. ثم تم في عام 1934 بناء مولد أحادي القطب 1،125 كيلوواط ، بجهد   7.5 فولت و150،000 أمبير ، فأنتج A، 514 دوران بسرعة 514 دورة في الدقيقة . وتم تركيبها في مصنع فولاذ أمريكي لأغراض لحام الأنابيب.

## مبدأ التشغيل
يتم تشغيل المحرك أحادي القطب بواسطة قوة لورنتز . الموصل الذي يمر عبره تيار عند وضعه في مجال مغناطيسي عمودي على التيار يتأثر بقوة في الاتجاه العمودي لكل من المجال المغناطيسي والتيار. توفر هذه القوة عزمًا حول محور الدوران. نظرًا لأن محور الدوران موازٍ للحقل المغناطيسي ، ولا تغير المجالات المغناطيسية المقابلة القطبية ، فلا يلزم إجراء أي تبديل لكي يستمر الموصل في الدوران. يتم تحقيق هذه البساطة بسهولة من خلال تصميمات الدورة الواحدة ، مما يجعل المحركات أحادية القطب غير مناسبة لمعظم التطبيقات العملية.
مثل معظم الآلات الكهروميكانيكية ، يكون المحرك أحادي القطب قابلاً للدوران بالعكس: إذا تم تشغيل الموصل ميكانيكيًا ، فسيعمل كمولد أحادي القطب ، مما ينتج عنه جهد تيار مباشر بين طرفي الموصل. التيار المباشر الناتج هو تأثير الطبيعة أحادية القطب للتصميم. تم إجراء أبحاث مكثفة على المولدات أحادية القطب (HPGs) في أواخر القرن العشرين كجهد منخفض ولكن مصدر طاقة تيار مستمر عالي جدًا ، وحققت بعض النجاح في تشغيل مدافع القضبان الكهرومغناطيسية التجريبية.

## بناء محرك بسيط أحادي القطب
من السهل جدًا بناء محرك أحادي القطب. يتم استخدام المغناطيس الدائم لتوفير المجال المغناطيسي الخارجي الذي يدور فيه الموصل ، وتتسبب البطارية في تدفق التيار على طول سلك الموصل. ليس من الضروري أن يتحرك المغناطيس ، أو حتى أن يكون ملامسًا لبقية المحرك ؛ الغرض الوحيد منه هو توفير مجال مغناطيسي يتفاعل مع المجال المغناطيسي الناجم عن التيار في السلك. يمكن للمرء أن يربط المغناطيس بالبطارية والسماح لسلك التوصيل بالدوران بحرية أثناء إغلاق الدائرة الكهربائية عن طريق لمس الجزء العلوي من البطارية والمغناطيس المتصل بالجزء السفلي من البطارية. قد يصبح السلك والبطارية ساخنين إذا تم تشغيلهما بشكل مستمر.

## معرض الصور

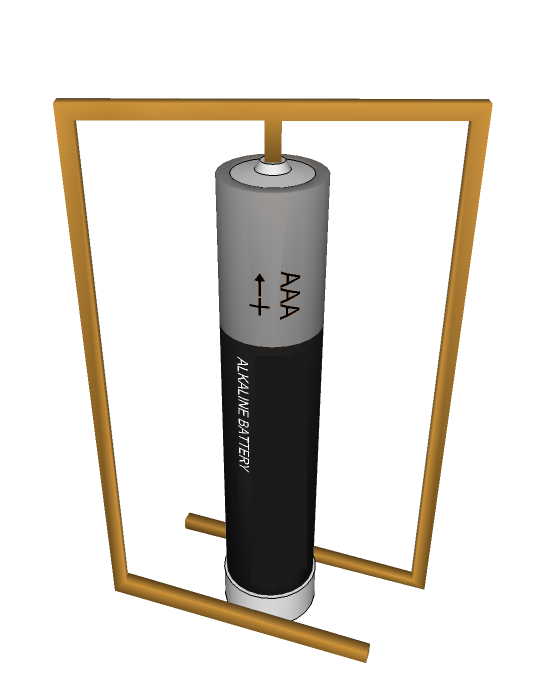
Homopolar motor 3D
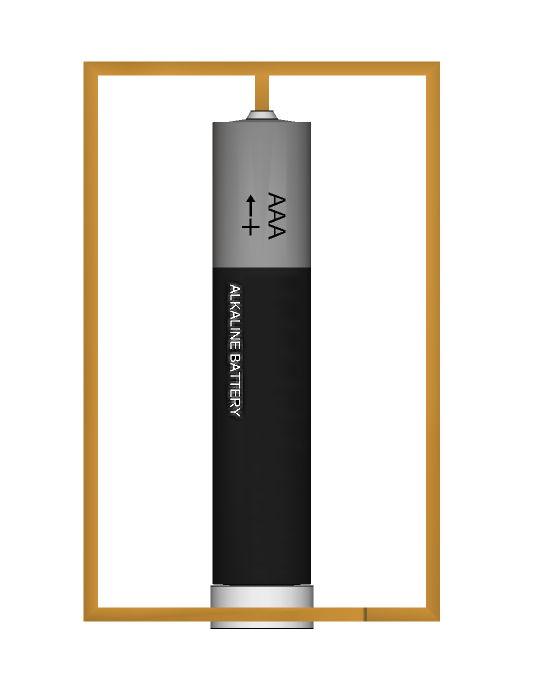
Homopolar motor 2D
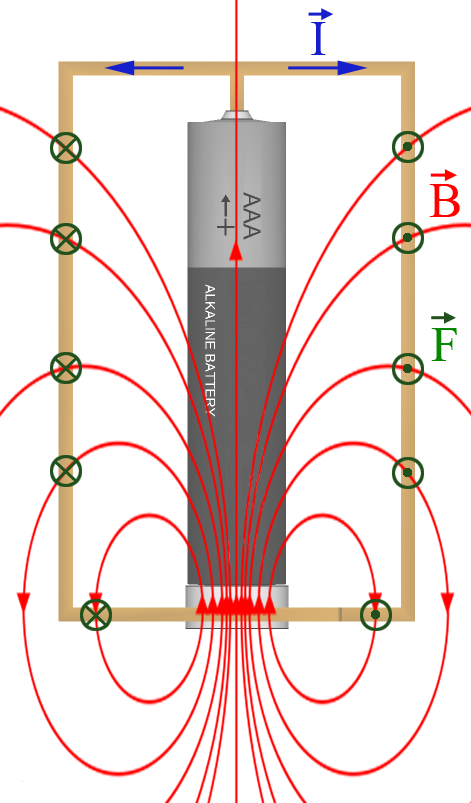
Current, magnetic field lines and Lorentz force on homopolar motor
- Video
- Video

## أمثلة
- رايلجن
- محرك كروي

## أنظر أيضا
- مولدات أحادية القطب
- عجلة بارلو